# Seizième problème de Hilbert
Le seizième problème de Hilbert est l'un des 23 problèmes de Hilbert.
Il comporte deux parties. La première concerne le nombre de branches réelles (ovales) d'une courbe algébrique, et leur disposition ; de nombreux résultats modernes (Petrovskii, Thom, Arnold) apportent des informations à leur sujet. Klara Löbenstein et Margarete Kahn développent également des méthodes pour résoudre ce problème. La seconde partie du problème pose la question du nombre maximal et de la position mutuelle des cycles limites de Poincaré (orbites périodiques isolées) pour une équation différentielle polynomiale plane de degré donné ; cette question est encore ouverte.
Mise à part l'hypothèse de Riemann (huitième problème de Hilbert), il semble que ce soit le problème le plus insaisissable des problèmes de Hilbert. Il figure sur la liste des problèmes de Smale sous le numéro 13.
Jean Ecalle et Yulij Ilyashenko ont démontré en 1991-1992 que le nombre des cycles limites d'une équation polynomiale donnée est fini. Henri Dulac pensait être parvenu à ce même résultat en 1923, avant qu'Ilyashenko ne détecte une erreur dans sa preuve en 1981. On ne sait toujours pas en 2019 si le nombre maximal H(N) des cycles limites d'une équation polynomiale de degré donné N > 1 est fini.

## Sources
- (en) J. Ecalle, Introduction aux fonctions analysables et preuve constructive de la conjecture de Dulac, Hermann, Paris, 1992
- (en) Yu. Ilyashenko, Finiteness Theorems for Limit Cycles, AMS, Providence, RI, 1991
- (en) Yu. Ilyashenko, « Centennial History of Hilbert's 16th Problem », Bull. Amer. Math. Soc., vol. 39, no  3, 2002, p. 301-354 [lire en ligne]
- Étienne Ghys, « L'histoire mouvementée des cycles limites », Pour la Science,‎ 2011 (dossier n°73) (lire en ligne)
- Dossier « Les grands problèmes mathématiques », Pour la Science, n° 74, janvier-mars 2012, p. 82-86